# バーツ
1. バーツ（บาตร）はタイ語の単語で、サンスクリット=パーリ語の「パトラ」ないし「パッタ」に由来するとされる言葉[1]。主に、持ち歩いて仏教の僧侶が在家信者からもらったお布施を一時的にしまうもの。この意味ではバートの語も使われる。貨幣単位の「バーツ」とは語源的に異なる。
2. バーツ（บาท）はタイの重さを数える単位で、1バーツ=4サルン=8フアン=100サタン=15.2グラム。主に金を計るときに使われる。

バーツ（英語: Baht、タイ語: บาท、記号 ฿、THB）は、タイ王国の通貨である。古く欧米ではティカル（Tical）と言う言葉で呼ばれていた。補助通貨はサタン（สตางค์）。稀に25サタンを1サルン（สลึง）と言うことがある。バーツの発行は、タイ銀行が行う。1バーツ=100サタン。
バーツはタイ王国で流通するほか、自国通貨に対する国民の信頼性が低いと言われるラオス、カンボジア等でも非公式ながら、広く流通している。

## 紙幣
現在の紙幣は20、50、100、500、1,000バーツが発行されている。
2018年より前国王であるラーマ9世が崩御したあとに発行されている現行の全紙幣の表面には、タイ国王ラーマ10世の肖像が印刷されている。
旧裏面（時期は不明）のデザインと色は下記の通り。
20バーツ（緑）
裏面：ラーマ8世（アナンタ・マヒドン王。旧紙幣）、ラームカムヘーン（新紙幣）
50バーツ（青）
裏面：ナレースワン
100バーツ（赤）
裏面：ラーマ5世とラーマ6世（旧紙幣）、タークシン王（新紙幣）
500バーツ（紫）
裏面：ラーマ1世（初代チャクリー王）
1000バーツ（グレー/茶色）
裏面：ラーマ9世（プーミポンアドゥンラヤデート王がダム視察を行う様子。旧紙幣）、ラーマ5世（チュラロンコン王。新紙幣）
| 17シリーズ (2018) | 17シリーズ (2018) | 17シリーズ (2018) | 17シリーズ (2018)       | 17シリーズ (2018)                                               | 17シリーズ (2018)                                               | 17シリーズ (2018) | 17シリーズ (2018) |
| 金額              | 大きさ            | 色                | 説明                    | 説明                                                            | 説明                                                            | 発行日            |                   |
| 金額              | 大きさ            | 色                | 表面                    | 裏面                                                            | 裏面                                                            | 発行日            |                   |
| 金額              | 大きさ            | 色                | 表面                    | 左                                                              | 右                                                              | 発行日            |                   |
| ----------------- | ----------------- | ----------------- | ----------------------- | --------------------------------------------------------------- | --------------------------------------------------------------- | ----------------- | ----------------- |
| 20バーツ          | 138 × 72 mm       | 綠                | ワチラーロンコーン 国王 | プッタヨートファー チュラーローク国王と 大王宮                  | プッタルートラー ナパーライ国王と パンジからのシーン のタイ壁画 | 2018年 4月 6日    |                   |
| 50バーツ          | 144 × 72 mm       | 青                | ワチラーロンコーン 国王 | チェーサダー ボーディン国王と 中国の船                          | モンクット国王と プラナコーン キーリー宮殿                      | 2018年 4月 6日    |                   |
| 100バーツ         | 150 × 72 mm       | 赤                | ワチラーロンコーン 国王 | チュラーロンコーン 国王と ロシア帝国を 訪問する彼の王家の旅     | ワチラーウット 国王と タイのボーイ スカウトの設立               | 2018年 4月 6日    |                   |
| 500バーツ         | 156 × 72 mm       | 紫                | ワチラーロンコーン 国王 | プラチャーティポック 国王と 彼の最初の 憲法の付与               | アーナンタマヒドン 国王と プーミポン 王子とサムペン を訪問      | 2018年 7月 28日   |                   |
| 1000バーツ        | 162 × 72 mm       | 茶                | ワチラーロンコーン 国王 | プーミポン・アドゥンヤデート国王と ナコーンパノム県への彼の訪問 | ワチラーロンコーン 国王と タイ農村の どこかへの彼の訪問         | 2018年 7月 28日   |                   |

## 硬貨
硬貨は、広く一般的に商取引に利用されるものとしては、25サタン、50サタン、1バーツ、2バーツ、5バーツ、10バーツがある。10バーツ硬貨はバイメタル貨となっている。
この他、アルミニウムで鋳造された1サタン、5サタン、10サタン硬貨もあり、かつてはこれらの額面の硬貨も商取引に利用されたが、現在では商取引に利用するには価値が低すぎるため、銀行間決済にて流通するのみである。旧2バーツ硬貨は1バーツ硬貨とサイズ・色とも似ていたが、2012年現在流通している2バーツ硬貨は金色のものに置き換わりつつある。ヨーロッパには、2ユーロ硬貨と材質や重さがよく似た10バーツ硬貨が多く持ち込まれており、自販機荒らしが発生し問題となっている。
| 25サタン | 16 mm    | 1.9 g | 銅メッキ鋼                                  | 溝         | 国王陛下、国王名、治世 | 国王の王立モノグラム、金額、国名、鋳造年 | 2018年 |
| 50サタン | 18 mm    | 2.4 g | 銅メッキ鋼                                  | 溝         | 国王陛下、国王名、治世 | 国王の王立モノグラム、金額、国名、鋳造年 | 2018年 |
| 1バーツ  | 20 mm    | 3 g   | ニッケルメッキ鋼                            | 溝         | 国王陛下、国王名、治世 | 国王の王立モノグラム、金額、国名、鋳造年 | 2018年 |
| 2バーツ  | 21.75 mm | 4 g   | アルミニウム青銅                            | 粉砕された | 国王陛下、国王名、治世 | 国王の王立モノグラム、金額、国名、鋳造年 | 2018年 |
| 5バーツ  | 24 mm    | 6 g   | 白銅クラッド銅                              | 溝         | 国王陛下、国王名、治世 | 国王の王立モノグラム、金額、国名、鋳造年 | 2018年 |
| 10バーツ | 26 mm    | 8.5 g | 外輪: 白銅 センタープラグ: アルミニウム青銅 | 粉砕された | 国王陛下、国王名、治世 | 国王の王立モノグラム、金額、国名、鋳造年 | 2018年 |

## 為替レート
対ドル日本円レート為替レート

## 符号位置
| 記号 | Unicode | JIS X 0213 | 文字参照        | 名称       |
| ---- | ------- | ---------- | --------------- | ---------- |
| ฿    | U+0E3F  | -          | &#xE3F; &#3647; | バーツ記号 |